# Station Hesepe
Station Hesepe (Bahnhof Hesepe) is een spoorwegstation in de Duitse plaats Hesepe, in de deelstaat Nedersaksen. Het station ligt aan de spoorlijn Oldenburg - Osnabrück en de spoorlijn Delmenhorst - Hesepe. Het station telt één perronspoor. Op het station stoppen alleen treinen van de NordWestBahn.

## Treinverbindingen
De volgende treinserie doet station Hesepe aan:
| Serie | Treinsoort                  | Route                                                                 | Bijzonderheden |
| ----- | --------------------------- | --------------------------------------------------------------------- | -------------- |
| RB 58 | Regionalbahn (NordWestBahn) | Osnabrück Hbf – Bramsche – Hesepe – Vechta – Delmenhorst – Bremen Hbf | Der Bramscher  |